# Río Monegrillo
Río Monegrillo är ett vattendrag i Spanien.   Det ligger i provinsen Provincia de Zaragoza och regionen Aragonien, i den centrala delen av landet, 180 km nordost om huvudstaden Madrid.